# بوتيفان بينسيوك
بوتيفان بينسيوك (بالرومانية: Ștefan Pinciuc)‏ (مواليد 7 يونيو 1985) هو سبّاح مولدوفي، مثّل بلاده في الألعاب الأولمبية الصيفية 2004.

## روابط خارجية
بوتيفان بينسيوك على موقع أوليمبيديا (الإنجليزية)